# John Fante
John Fante (Denver, 8 aprile 1909 – Los Angeles, 8 maggio 1983) è stato uno scrittore e sceneggiatore statunitense.

## Biografia
Nacque a Denver, nel Colorado, l'8 aprile del 1909, figlio di Nicola Fante, un immigrato italiano originario di Torricella Peligna (in provincia di Chieti), e di Mary Capolungo, una casalinga statunitense, nata a Chicago (nell'Illinois) da genitori italiani originari della Basilicata. Fante cresce a Boulder, dove trascorre un'infanzia turbolenta, ma nonostante tutto riesce a diplomarsi e ad iscriversi, seppur per un breve periodo, presso l'Università del Colorado. Lasciati gli studi universitari, inizia molto presto a fare lavori precari. La condizione di povertà e i suoi continui dissapori con il padre lo portano ad abbandonare il tetto famigliare nella provinciale Boulder e stabilirsi a Los Angeles, dove arriva nel 1930, per dedicarsi seriamente alla scrittura. 

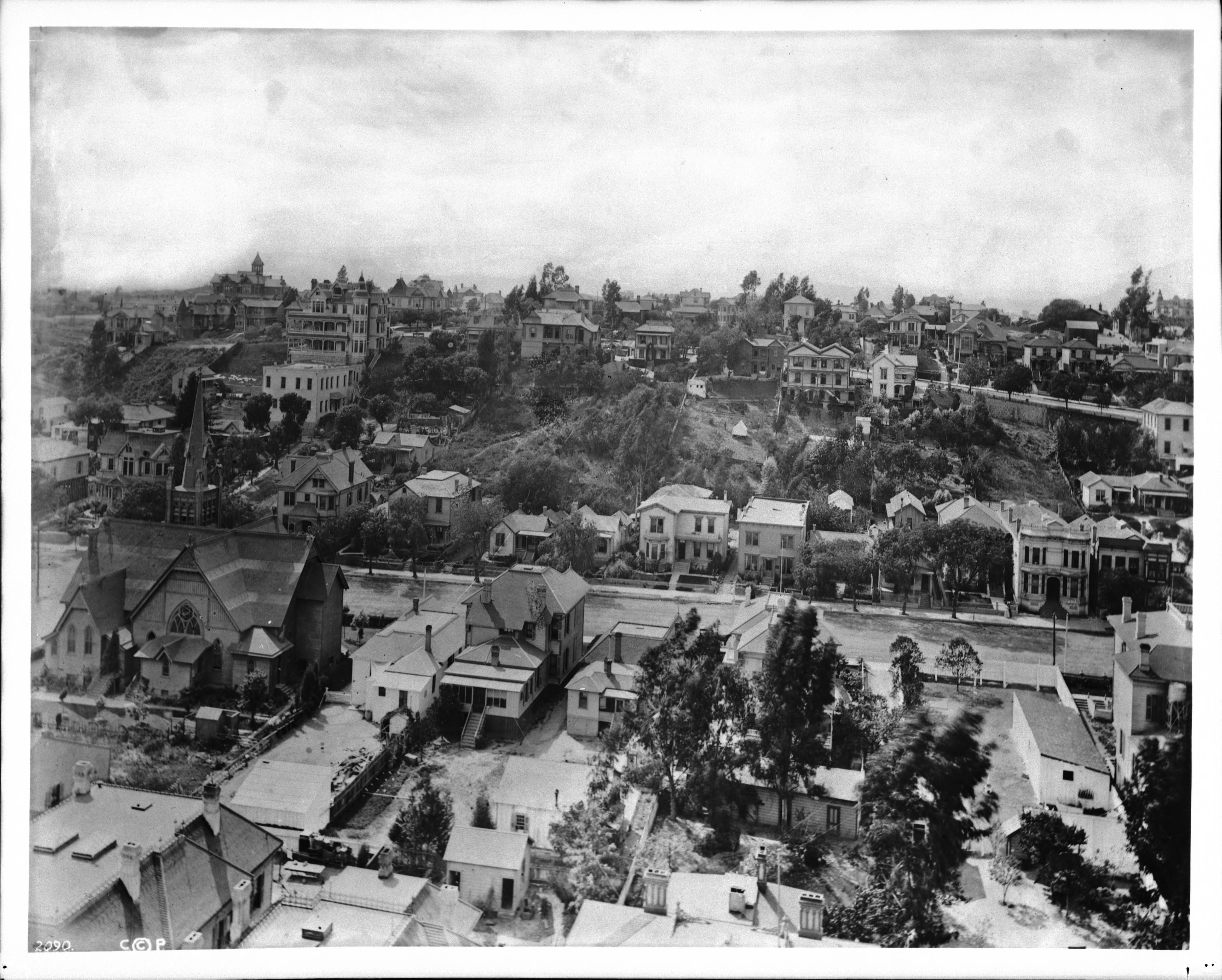
Bunker Hill nei primi anni del XX secolo

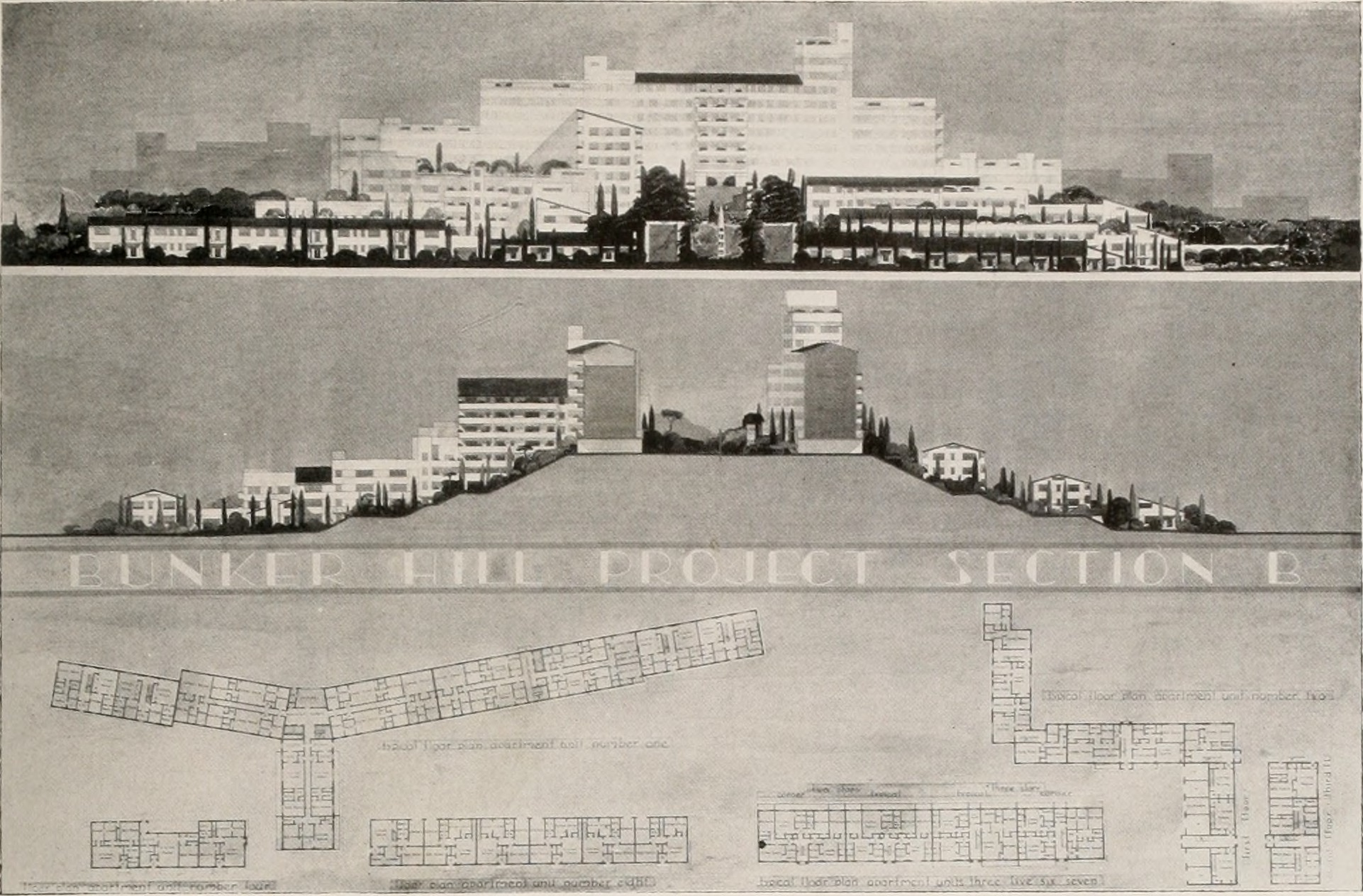
Progetti degli anni '30 per lo sviluppo di Bunker Hill

Dopo i primi racconti brevi pubblicati da varie riviste letterarie californiane, anche i fratelli e la madre si trasferiscono in California, a Roseville. Scrive con una certa regolarità per le riviste The American Mercury e The Atlantic anche grazie al supporto di Henry Louis Mencken, di cui è da tempo corrispondente. Sempre all'inizio degli anni trenta inizia la sua collaborazione con Hollywood in veste di sceneggiatore, un lavoro che non ama ma che comunque gli porta discreti guadagni (avrebbe lavorato anche in Italia come sceneggiatore per Dino De Laurentiis). Si trasferisce in una piccola stanza nel residence Alta Vista, 255 South Bunker Hill Avenue, nel quartiere di Bunker Hill, celebrata con affetto nei suoi romanzi.
Nel 1934 inizia il suo primo romanzo La strada per Los Angeles, concluso nel 1936, che verrà pubblicato però solo postumo nel 1985. Nel 1938 con Aspetta primavera, Bandini riscuote subito un grande successo, che replica un anno dopo con uno dei suoi romanzi più famosi, Chiedi alla polvere. Durante la guerra John Fante vive un periodo di crisi narrativa dovuto anche all'impegno come collaboratore per i servizi d'informazione e alla nascita dei suoi quattro figli (di cui uno, il secondogenito Dan, intraprenderà anch'egli la carriera di scrittore) dalla moglie Joyce Smart, sposata nel 1937. Il suo lavoro successivo è del 1952, anno di pubblicazione di Una vita piena.
Si ammala di diabete e, sfiduciato, pubblica il suo romanzo La confraternita dell'uva nel 1977. L'anno 1978 vede l'incontro tra Fante e Charles Bukowski, che dichiara di considerarlo "il migliore scrittore che abbia mai letto" e "il narratore più maledetto d'America" (Bukowski giunge a dichiarare "Fante era il mio Dio"). Bukowski gli chiede l'autorizzazione di ristampare Chiedi alla polvere, con una sua appassionata prefazione. Pur di convincere la casa editrice Black Sparrow per cui scriveva a ristampare le opere di Fante, da lungo tempo fuori stampa, Bukowski minaccia l'editore di non consegnargli il manoscritto del suo nuovo romanzo.
La ripubblicazione delle sue opere fa vivere un periodo di speranza a John Fante, che a causa della malattia è diventato cieco ed è stato sottoposto all'amputazione di entrambe le gambe. Il suo ultimo romanzo è Sogni di Bunker Hill, che Fante detta alla moglie, pubblicato nel 1982 a conclusione della saga del suo alter ego Arturo Bandini. 
John Fante muore l'8 maggio del 1983 in una stanza della clinica Motion picture and television country house a Woodland Hills, sobborgo di Los Angeles, lasciando numerosi inediti.

## Eredità

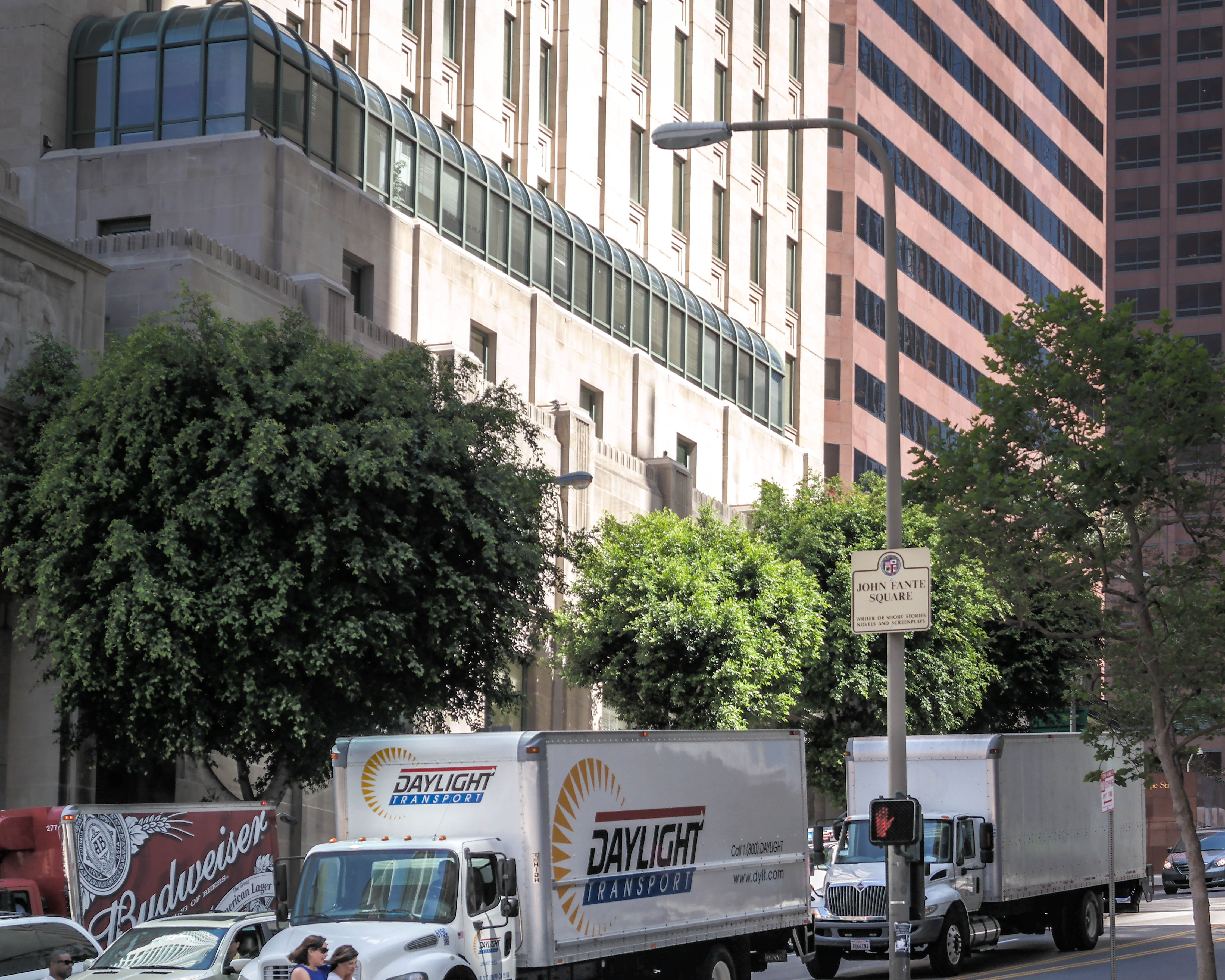
Uno scorcio della John Fante Square

- Nel 1987 è stato insignito di un premio postumo dal presidente del PEN (associazione internazionale di scrittori) degli Stati Uniti.
- Nel 1989 esce il film Aspetta primavera, Bandini, ispirato dal suo omonimo romanzo. Nel cast del film, prodotto da Francis Ford Coppola, si possono annoverare Joe Mantegna, Ornella Muti e Faye Dunaway.
- A lungo trascurato in Italia (come per altri scrittori stranieri di origini italiane), John Fante è stato oggetto di una riscoperta a partire dalla pubblicazione del romanzo La strada per Los Angeles, edito da Leonardo nel 1992.
- Nel 2003, a vent'anni dalla morte dello scrittore, per la collana I Meridiani della Mondadori è stato pubblicato Romanzi e racconti, un volume che raccoglie i quattro romanzi e una serie di racconti, curato dal critico e giornalista Francesco Durante, uno dei maggiori conoscitori italiani di Fante.
- Nel maggio 2006 esce il film Chiedi alla polvere, ispirato dal suo omonimo romanzo e con protagonisti Colin Farrell, Salma Hayek e Donald Sutherland. Il film è stato prodotto da Tom Cruise.
- L'8 aprile 2010, giorno del 101º anniversario della nascita dello scrittore, è stato a lui intitolata l'intersezione tra la Fifth Street e la Grand Avenue di Los Angeles, su mozione del consiglio del governo cittadino. Nella John Fante Square, che è situata nella zona di Bunker Hill dove John Fante ha scritto e vissuto, vi è la biblioteca pubblica di Los Angeles (LAPL) che veniva frequentata da giovane dallo scrittore e dove Charles Bukowski ha riscoperto Chiedi alla polvere.

## Omaggi
- Dal 2006, a Torricella Peligna, nel mese di agosto, si svolge il festival letterario intitolato Il Dio di mio padre. Festival letterario dedicato a John Fante.[4] Durante il Festival viene attribuito un premio a scrittori di opere prime. Al festival hanno sempre partecipato anche i figli di Fante. Dan, scomparso alla fine del 2015, ha partecipato l'ultima volta nel 2014.
- In una scena di The Words, film del 2012 di Brian Klugman e Lee Sternthal, si vede il protagonista (Bradley Cooper) seduto su una panchina di Central Park intento nella lettura di Chiedi alla polvere. Poco dopo, nella stessa scena, il personaggio interpretato da Jeremy Irons nomina esplicitamente John Fante.

## Opere

### Romanzi
- La strada per Los Angeles (1933)[5]
- Aspetta primavera, Bandini (1938)[6]
- Chiedi alla polvere (1939)[7]
- Una vita piena (1952)[8]
- Bravo, Burro! (1970, con Rudolf Borchardt)[9]
- La confraternita dell'uva (1977)[10]
- Sogni di Bunker Hill (1982)[11]
- Un anno terribile (1985)[12]

#### La saga di Arturo Bandini
Facendo riferimento alla vita del protagonista Arturo Bandini, i romanzi andrebbero letti nel seguente ordine:
- Aspetta primavera, Bandini
- La strada per Los Angeles
- Chiedi alla polvere
- Sogni di Bunker Hill

Sono stati pubblicati in quest'ordine nella raccolta Einaudi Le storie di Arturo Bandini (2009), a cura di Emanuele Trevi.

### Raccolte di racconti
- Dago Red (1940)[13]
- Il Dio di mio padre (1985)[14]
- Una moglie per Dino Rossi (1985)[15]
- A ovest di Roma (1986)[16]
- La grande fame (2000)[17]

### Epistolario
- Lettere 1932-1981 (Selected Letters 1932-81) (1991), a cura di Seamus Cooney[18]
- Tesoro, qui è tutto una follia. Lettere dall'Europa (1957-60)[19]
- Sto sulla riva dell'acqua e sogno. Lettere a Mencken 1930-1952, a cura di Michael Moreau[20]

## Biografie e libri su Fante
- (EN)  Stephen Cooper, John Fante: A Critical Gathering, Fairleigh Dickinson Univ Press, 1999
- (FR)  Silvain Reiner, John Fante: La detresse et la lumiere, Le Castor Astral, 1999
- (EN)  Richard Collins, John Fante: A Literary Portrait, Guernica Editions, 2000
- (EN)  Stephen Cooper, Full of Life: A Biography of John Fante, North Point Press, 2000
  - edizione italiana: Stephen Cooper, Una vita piena, Marcos y Marcos, 2001. Traduzione di Francesca Giannetto e Ilaria Molineri.
- (EN)  Stephen Cooper, The John Fante reader, Ecco Press, 2003
- Simone Caltabellota e Marco Vichi, John Fante (unito a VHS del documentario John Fante. Profilo di scrittore di Giovanna Di Lello), Fazi, 2003
- Gianni Paoletti, John Fante. Storie di un italoamericano. I Quaderni Del Museo Dell'Emigrazione N.6, Editoriale Umbra, 2005
- Paolo Graziano, John Fante back home, Edizioni Menabò, 2008
- Emanuele Pettener, Nel nome, del padre, del figlio, e dell'umorismo. I romanzi di John Fante, Cesati, 2010
- Dan Fante, John Fante & The Hollywood Ten, Bottle of Smoke Press, 2010[21]
  - edizione italiana: John Fante e i dieci di Hollywood. Traduzione di Nadia Chezzi
- (EN)  Dan Fante, Fante: A Family's Legacy of Writing, Drinking and Surviving, Harper Perennial, 2011
- (ES)  Juan Arabia, John Fante. Entre la niebla y el polvo, El fin de la noche, 2011
- Alfonso Pierro, John Fante. Uno scrittore maledettamente ironico, Aletti, 2012
- Francesca D'Alfonso, Nel mondo di John Fante. Autobiografismo e furore letterario, Aracne, 2013
- Fabio Florio, John Fante. Storia di un Italiano in America, Easyread, 2014
- Eduardo Margaretto, Non chiamarmi bastardo, io sono John Fante, Rubbettino, 2017
- Giovanna Di Lello e Toni Ricciardi (a cura di), "Dalla parte di John Fante. Scritti e testimonianze", Roma, Carocci, 2020
- Arsenio D'Amato, Il mio John Fante nel degrado, Edizioni Contemplate, 2021
- Matteo Cacco, La strada di John Fante: tra cinema e letteratura, Edizioni Croce, 2022

## Filmografia

### Soggetto
- Dinky, regia di Howard Bretherton e D. Ross Lederman (1935)
- The Golden Fleecing (Il vello d'oro), regia di Leslie Fenton (1940)
- Full of life (Piena di vita), regia di Richard Quine (1956). Film ispirato al suo omonimo romanzo.
- Aspetta primavera, Bandini, regia di Dominique Deruddere (1989). Film ispirato al suo omonimo romanzo.
- A Sad Flower in the Sand, regia di Jan Louter (2001). Documentario trasmesso nel 2006.
- 1933, regia di Randal Myler e Brockman Seawell (2001). Film basato sul romanzo Un anno terribile[12].
- Chiedi alla polvere, regia di Robert Towne (2006). Film ispirato al suo omonimo romanzo.

### Sceneggiatura
- East of River (Non mi uccidete), regia di Alfred E. Green (1940)
- Youth Runs Wild, regia di Mark Robson (1944)
- Il mio uomo (My Man and I), regia di William A. Wellman (1952) (anche soggetto)
- Full of life (Piena di vita), regia di Richard Quine (1956) (dal suo omonimo romanzo)
- Jeanne Eagles (Un solo grande amore), regia di George Sidney (1957)
- Il re di Poggioreale, regia di Duilio Coletti (1961) (anche soggetto)
- A Walk on the Wild Side (Anime sporche), regia di Edward Dmytryk (1962)
- The Reclutant Saint (Cronache di un convento), regia di Edward Dmytryk (1962) (anche soggetto)
- My Six Lovers (I miei sei amori), regia di Gower Champion (1963)
- Capitain Al Sanchez (Episodio della serie TV The Richard Boone Show), regia di Paul Stanley (1963-1964)
- Maya, regia di John Berry (1966)
- Something for a Lonely Man, regia di Don Taylor (1968)